# الله‌یارلی (ماساللی)
الله‌یارلی (به ترکی آذربایجانی: Allahyarlı) یک منطقه مسکونی در جمهوری آذربایجان است که در شهرستان ماساللی واقع شده‌است. الله‌یارلی ۲۹۵ نفر جمعیت دارد.